# David DeCoteau
David DeCoteau (ur. 5 stycznia 1962 w Portland) – amerykański reżyser, scenarzysta, producent filmowy, aktor; twórca horrorów, uważany za jednego z najmniej ambitnych filmowców Hollywoodu.

## Biogram
Na swoim koncie reżyserskim DeCoteau ma między innymi realizację dreszczowca Final Stab (2001), filmu mającego być sequelem kultowego Krzyku, który w ostateczności został wypuszczony na rynek wideofoniczny. Także do dystrybucji video trafiły trzy kolejne filmy z serii zapoczątkowanej przez DeCoteau'a Przymierze (The Brotherhood, 2001) oraz Więzienie śmierci (Prison of the Dead, 2000). David DeCoteau pisze również scenariusze do telewizyjnych horrorów, które następnie reżyseruje – tak powstał chociażby film House of Usher (2008).
DeCoteau jest gejem. W większości jego współcześnie powstających filmów przewijają się motywy homoerotyczne.

## Wybrana filmografia
- Przymierze (The Brotherhood, 2001)
- Final Stab (2001)
- Przymierze II: Magowie (The Brotherhood II: Young Warlocks, 2001)
- Przymierze III: Demony (The Brotherhood III: Young Demons, 2002)
- Przymierze IV: The Complex (Brotherhood IV: The Complex, 2005)
- Beastly Boyz (2006)
- The Brotherhood V: Alumni (2009)
- The Brotherhood VI: Initiation (2009)
- 1313: Hercules Unbound! (2012)
- 1313: Night of the Widow (2012)